# ألكسندر شتيفان (مؤرخ أدبي)
ألكسندر شتيفان (بالألمانية: Alexander Stephan)‏ هو مؤرخ أدبي ألماني، ولد في 16 أغسطس 1946 في لودنشايد في ألمانيا، وتوفي في 29 مايو 2009 في منطقة العاصمة برلين في ألمانيا.